# 柏林健康泉车站
柏林健康泉车站（德語：Bahnhof Berlin Gesundbrunnen），亦有官方别称柏林北十字站（德語：Bahnhof Berlin Nordkreuz），是德國柏林环线铁路上的一座铁路车站。它地处柏林城市分区格孙德布伦嫩内，介乎于巴德大街（Badstraße）及格孙德布伦嫩大街的交界处，并且是德国铁路所划分的21座最高等级的一等车站之一。
这座高人流量的交叉站设有10条到发线，它是长途运输（ICE、IC/EC、InterConnex）及短途运输（RE、RB、S-Bahn）之间的换乘点，并提供通往市中心的巴士服务或经由同名的地铁站通往柏林地铁8号线。此前一直缺乏的站房建筑将会至2015年春季才落成。